# プレザンジュ

プレザンジュの紋章

プレザンジュ Presingeは、スイス連邦、ジュネーヴ州のレマン湖の南側で東端近く、フランスと国境をなす基礎自治体(コミューンcommune)。ジュネーヴ州のシュレ、ジュシー、メイニエ、ピュプランジュのコミューン、フランス、オート＝サヴォワ県との国境で囲まれている。

## データ
- 面積:4.74 km²
- 人口:672人(2008年1月)